# Tamara Mesíková
Tamara Mesíková, född 16 juli 2006 i Selce (Slovakien), är en slovakisk backhoppare. Hon har tävlat på världscupcirkusen sedan 2022 då hon gjorde sitt första framträdande i Hinzenbach den 24 februari 2022.
Mesíková är den enda slovakiska kvinnliga backhoppningsutövaren på elitnivå.
Mesíková föll vådligt under juniorvärldsmästerskapen i Zakopane 2022 men klarade sig lyckligtvis utan skador.
Mesíková tävlar för Ski Club Selce och i Slovakien är hon flerfaldig nationell mästarinna. I anläggningen i Selce där hon är tränad i deras 70–meters backe håller hon flera rekord.
Hon är brorsdotter till Martin Mesík, en framgångsrik slovakisk backhoppare under början av 2000-talet.